# Сайпа Шомал
«Сайпа Шомал» — иранский футбольный клуб из города Каэмшехра.
Клуб в последние годы заметно прогрессирует, поднявшись из региональных лиг во вторую по значимости лигу Ирана по футболу. Там он смог закрепиться. Заметным достижением для клуба стал выход в 1/8 финала Кубка Ирана по футболу в сезоне 2012/2013.

## История выступлений
| Сезон   | Дивизион      | Место | Кубок      |
| ------- | ------------- | ----- | ---------- |
| 2008/09 | 3 див.        | 1-е   | не квалиф. |
| 2009/10 | 2 див.        | 5-е   | 1-й раунд  |
| 2010/11 | 2 див.        | 1-е   | не квалиф. |
| 2011/12 | Лига Азадеган | 8-е   | 3-й раунд  |
| 2012/13 | Лига Азадеган | 9-е   | 1/8        |
| 2013/14 | Лига Азадеган |       |            |